# Johannes Martini (Komponist)
Johannes Martini (* zwischen 1430 und 1440 in Leuze, Brabant; † 23. Oktober 1497 in Ferrara) war ein franko-flämischer Komponist, Sänger und Kleriker der frühen Renaissance.

## Leben und Wirken
Der Geburtsort von Johannes Martini ergibt sich aus einer Petition um ein Kanonikat, welches der Komponist persönlich mit „Johannes Martinus Luce“ (oder „Lute“) unterschrieben hat. Der Weg seiner Lehrjahre und seiner frühen Lebensstationen ist wegen der teilweise widersprüchlichen Namenszusätze nicht eindeutig nachzuvollziehen, so dass sichere Informationen sehr spärlich sind. Er bekam seine Ausbildung, so wie die meisten Komponisten seiner Generation, wahrscheinlich in Flandern. Er war dann auf jeden Fall zu Anfang der 1470er Jahre Mitglied der Domkantorei in Konstanz. Das dortige kulturelle Umfeld des Innsbrucker Hofs führte in dieser Zeit wahrscheinlich zu seinen freundschaftlichen Beziehungen zu Nikolaus Kronsdorffer, Paul Hofhaimer und vielleicht auch schon zu Heinrich Isaac.
Ercole I. d’Este, Herzog von Ferrara (Amtszeit 1471–1505) hat in einem Brief an den Bischof von Konstanz vom 10. Dezember 1471 darum gebeten, ihm für den Aufbau seiner neuen Kapelle den Sänger „D. Martinus de Alemania“ zu überlassen, „quod in arte Musica plurimum valet“ (der in der musikalischen Kunst von höchstem Wert ist). Der erste Beleg für Martinis Wirken am Hof von Ferrara vom 27. Januar 1473 stellt den Anfang einer lebenslangen Verbindung dar, die nur wenige Unterbrechungen hatte. Im Jahr 1474, wohl von Februar bis Oktober, war er in der konkurrierenden Hofkapelle der Familie Sforza in Mailand tätig, wo er zusammen mit Loyset Compère, Gaspar van Weerbeke und anderen einen Teil der ersten Welle des franko-flämischen Einflusses in Italien bildete. Von Mailand aus machte er im Frühjahr 1474 eine Reise nach Mantua. Die Gründe für seine spätere Rückkehr von Mailand nach Ferrara sind nicht bekannt; es ist möglich, dass er für Nachforschungen seines Dienstherrn unterwegs war oder dass er seine Fähigkeiten des Gesangs oder der Komposition verbessern wollte.
In Ferrara wird seine herausragende Position sichtbar durch eine überdurchschnittliche Bezahlung, durch Benefizien und Pfründen sowie den Besitz eines eigenen Hauses. Im Gefolge des jungen Ippolito d’Este, designierter Erzbischof von Gran, war Martini im Jahr 1486 auf dem Weg nach Ungarn. Eine Reise nach Rom im Februar 1487 führte ihn auf der Durchreise auch nach Florenz, wo er vermutlich mit Heinrich Isaac zusammengetroffen ist. Eine weitere Reise nach Rom fand im November 1488 statt, um die Quellen seiner Einkünfte seitens Herzog Ercole sicherzustellen. Gegen Ende des Jahres 1489 wurde Johannes Martini bemüht, um für die angestrebte Anstellung von Paul Hofhaimer am ungarischen Hof zu vermitteln, doch ohne Erfolg. Aus einem Briefwechsel Anfang der 1490er Jahre mit Isabella Gonzaga, der Tochter von Herzog Ercole, geht hervor, dass Martini auch als Musiklehrer und musikalischer Berater der Herrscherfamilie wirkte. Am 21. Oktober 1497 beklagte der Herzog den schlechten Gesundheitszustand seines Sängers und befürchtete sein baldiges Ende. Zwei Tage später ist Johannes Martini in Ferrara verstorben.

## Bedeutung
Martini war vor allem zeit seines Lebens bekannt; nach seinem Ableben verlor sich sein Ruhm bald. Ein anonymes Musiktraktat aus Spanien vom Jahr 1480 nennt ihn neben Guillaume Dufay, John Dunstable, Johannes Ockeghem, Gilles Binchois und Guillermus Faugues. Der italienische Musiktheoretiker Franchinus Gaffurius (1451–1522) lobt ihn und seine Messe „Io ne tengo quanto a te“ in dem Tractatus practicabilium proportionorum.
Der Stil und die Qualität der Werke von Johannes Martini sind stark von der jeweiligen musikalischen Gattung abhängig. Es sind von ihm elf Messen erhalten, von denen mehr als die Hälfte auf polyphonen Liedern beruhen. Hiervon ist die Messe „In Feuers Hitz“ eine der ersten dieser Gattung, denen ein deutsches Tenorlied zugrunde liegt. In den Messen werden die Melodien in allen Stimmen ausschnittweise paraphrasiert. Seine Motetten haben dagegen, im Vergleich zu seinen Zeitgenossen, eine deutlich geringere Bedeutung. Die Komposition liturgischer Gebrauchsmusik ergab sich aus dem Bedarf und der musikalischen Praxis des Hofs und entstand mehr in der früheren Zeit in Ferrara. Sie ist mehr konservativ ausgerichtet und teilweise von Guillaume Dufay beeinflusst. Ein Teil der vierstimmigen Hymnen weist jedoch in ihrem Stil in das 16. Jahrhundert, ebenso ein Teil der Magnificat-Kompositionen.
Martinis weltliche Werke, meist dreistimmig und ohne Text, manche als Kontrafaktur mit fremdsprachlichem Incipit, sind häufig instrumental inspiriert, gehören in ihrer Form aber den traditionellen Chansonmodellen an und beruhen auf französischen oder italienischen Texten. In diesen Stücken werden seine Stärken am besten sichtbar. Insgesamt gesehen ist Martinis Stil in vielen Aspekten, besonders bei seiner geistlichen Musik, mehr konservativ, während seine weltliche Musik zukunftweisende Kennzeichen aufweist. Martini kann als Komponist eingeschätzt werden, der sein Handwerk souverän beherrscht hat, in seinem künstlerischen Niveau aber keine überragende Höhe erreichte.

## Werke
- Messen
  - Missa „Cela sans plus“ zu vier Stimmen
  - Missa „Coda di pavon“ zu vier Stimmen
  - Missa „Cucu“ zu vier Stimmen
  - Missa „Dio te salvi Gotterello“ zu vier Stimmen
  - Missa dominicalis zu vier Stimmen
  - Missa ferialis zu vier Stimmen
  - Missa „In Feuers Hitz“ zu drei Stimmen
  - Missa „Io ne tengo quanto a te“ zu vier Stimmen
  - Missa La martinella zu vier Stimmen
  - Missa „Ma bouche rit“ zu vier Stimmen
  - Missa „Or sus, or sus“ zu vier Stimmen
- Psalmen (summarisch)
  - 35 Psalmvertonungen zu zwei Stimmen
  - 33 Psalmvertonungen zu drei Stimmen
- Hymnen
  - „Audi benigne conditor“ zu drei Stimmen
  - „Aures ad nostras“ zu drei Stimmen
  - „Ave maris stella“ zu vier Stimmen
  - „Ave decus virginale“ zu vier Stimmen
  - „Deus tuorum militum“ zu drei Stimmen
  - „Exultet celum laudibus“ zu drei Stimmen
  - „Festum nunc celebre“ zu vier Stimmen
  - „Hymnorum Lib. primus Io. Martini“ (verloren)
  - „Iste confessor“ zu drei Stimmen (unvollständig)
  - „Jesu corona virginum“ zu drei Stimmen (unvollständig)
  - „Sanctorum meritis“ zu drei Stimmen
  - „Vexilla regis prodeunt“ zu drei Stimmen
- Magnificat
  - Magnificat tertii toni zu vier Stimmen
  - Magnificat tertii toni fauxbourdon zu vier Stimmen
  - Magnificat quarti toni zu vier Stimmen
  - Magnificat sexti toni zu vier Stimmen
  - Magnificat octavi toni (I) zu vier Stimmen
  - Magnificat octavi toni (II) zu vier Stimmen (unvollständig)
- Passionen
  - „Jesum Nazarenum“ (Johannespassion) zu einer bis vier Stimmen
  - „Ut quid perditio“ (Matthäuspassion) zu einer bis acht Stimmen
- Motetten
  - „Da pacem Domine“ zu vier Stimmen
  - „Domine non secundam peccata nostra“ zu drei Stimmen
  - „Levata capite vestra“ zu vier Stimmen
  - „O beate Sebastiane“ zu vier Stimmen
  - „O intemerata“ (= „Der newe Pawir Schwanz“) zu drei Stimmen
  - „Salve regina“ zu vier Stimmen
- Weltliche und instrumentale Werke
  - „Biaulx parle tousjours“ zu drei Stimmen
  - „De la bonne chiere“ zu drei Stimmen
  - „Des biens d’amours“ (= „Ave amator“; = „Omnes habet finem“) zu drei Stimmen
  - „Fault il que heur soy“ zu vier Stimmen
  - „Fortuna disperata“ zu vier Stimmen
  - „Fortuna d’un gran tempo“ zu vier Stimmen
  - Fuga zu vier Stimmen
  - „la morie“ (= „Groen vint“), Fuge zu drei Stimmen
  - „Helas coment avés“ zu drei Stimmen
  - „Il est tel“ zu drei Stimmen
  - „Il est tousjours“ zu drei Stimmen
  - „J’ay pris amours“ zu drei Stimmen
  - „Je remerchie Dieu“ (= „Se mai il cielo“) zu drei Stimmen
  - „La fleur de biaulté“ zu vier Stimmen
  - „La martinella“ zu drei Stimmen (in Tabulatur, Heinrich Isaac zugeschrieben)
  - „La martinella pittzulo“ zu drei Stimmen
  - „Le pouverté“ zu drei Stimmen
  - „L’espoir mieulx“ zu drei Stimmen
  - „Nenciozza mia“ zu vier Stimmen
  - „Non per la“ zu drei Stimmen
  - „Non seul uno“ zu vier Stimmen
  - „Per faire tousjours“ (= „O di prudenza fonte“) zu drei Stimmen
  - „Que je fasoye“ zu drei Stimmen
  - „Sans fin (siens) du mal“ zu drei Stimmen
  - „Tant que Dieu voldra“ zu drei Stimmen
  - „Tousjours bien“ zu drei Stimmen
  - „Tousjours me souviendra“ zu drei Stimmen
  - „Tout joyeulx“ zu drei Stimmen
  - „Tres doulx regart“ zu drei Stimmen
  - „Vive, vive“ (= „Gardés vous donc“; = Martinella) zu drei Stimmen
  - Vier Werke ohne Titel und Text zu je drei Stimmen
  - Ein Werk ohne Titel und Text zu vier Stimmen
  - si-placet-Stimme zu „Cela sans plus“ von Collinet de Lannoy

Hierzu gibt es noch eine Gruppe von Werken zweifelhafter Autorschaft.